# Фонфруад
Фонфруа́д, Абатство Пресвятої Діви Марії у Фонфруаді (фр. Fontfroide, фр. Abbaye Sainte-Marie de Fontfroide) — колишнє цистерціанське абатство у Франції, в Лангедоку. Розташовано за 15 км на південний захід від Нарбонни, неподалік від іспанського кордону. Засновано 1093, остаточно ліквідовано 1901 року. 1862 визнано історичною пам'яткою. Монастир Фонфруад був одним із найбільших виноробних центрів регіону, нині колишнє абатство перебуває у приватній власності, виноробні традиції зберігаються.

## Історія

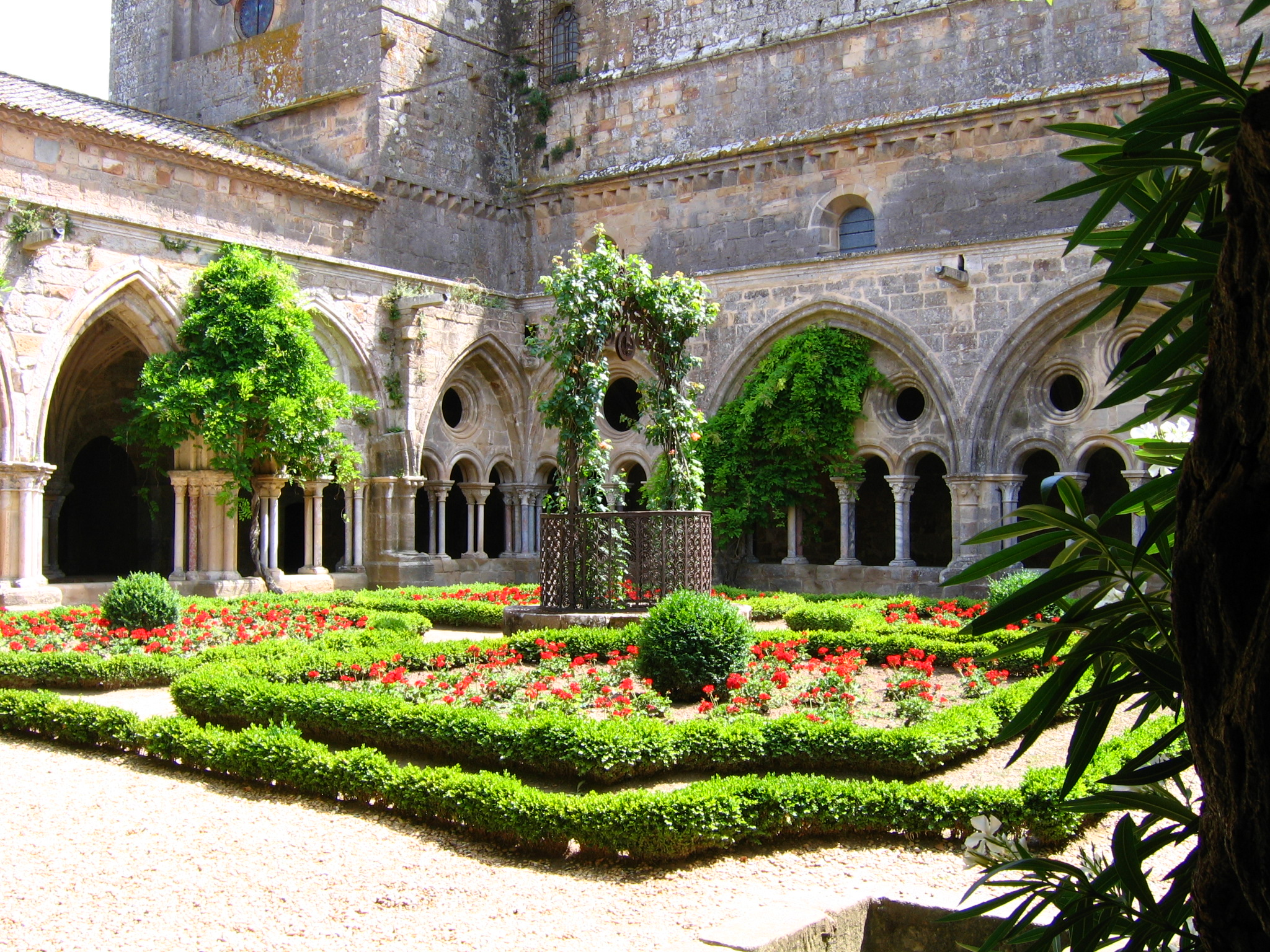
Клуатр

Монастир було засновано 1093 року віконтом Нарбонни Емері як бенедиктинська громада. Громада була бідною та малочисельною до 1145 року, коли Фонфруад перейшов до ордена цистерціанців, який у першій половині XII століття лавиноподібно зростав. Багато в чому переходу Фонфруада до цистерціанців сприяв візит у Лангедок святого Бернарда Клервоського. 1151 року Рамон Беренгер IV, граф Барселони, заснував у Каталонії монастир Поблет, що у подальшому став знаменитим, і для його заселення запросив ченців із Фонфруада, який став, таким чином, материнським монастирем стосовно Поблета. 1157 року Ірменгарда, віконтеса Нарбонни, подарувала Фонфруадському абатству значні землі, що сприяло його розвиткові та процвітанню. Поступово він перетворився на головне святилище графства Нарбонна й один з найбільших релігійних центрів Лангедоку. У 1175—1185 роках в монастирі тривало масштабне будівництво.
На початку XIII століття Фонфруад опинився в центрі боротьби Католицької церкви з рухом катарів, яких у Південній Франції називали альбігойцями. Альбігойський рух захопив значні маси народу в Лангедоку й отримав підтримку від місцевих володарів. Фонфруадське абатство весь період альбігойських війн твердо стояло на боці папи. 1202 року один із ченців Фонфруада, П'єр де Кастельно, був призначений папським легатом. 1208 року його було вбито після зустрічі з графом Тулузи Раймундом IV, який надавав підтримку катарам. Це убивство стало безпосереднім приводом до оголошення папою Іннокентієм III Альбігойського хрестового походу.
У 1297—1310 роках абатство очолив Арно Нувель, який у подальшому став кардиналом, віце-канцлером і папським легатом в Англії. У 1311—1317 роках абатом Фонфруада був Жак Фурньє, обраний у подальшому папою під ім'ям Бенедикта XII.
Занепад абатства розпочався 1348 року, коли під час епідемії чуми (Чорна смерть) загинула більша частина жителів монастиря, у Фонфруаді вижило тільки 20 ченців. 1476 року абатство потрапило під режим коменди. У XVIII столітті в ньому залишалось тільки кілька ченців, 1764 року Людовик XV постановив ліквідувати монастир як самостійну одиницю й передати його майно до місцевої єпархії, після чого за рахунок єпархії в монастирі були здійснені будівельні та відновлювальні роботи.

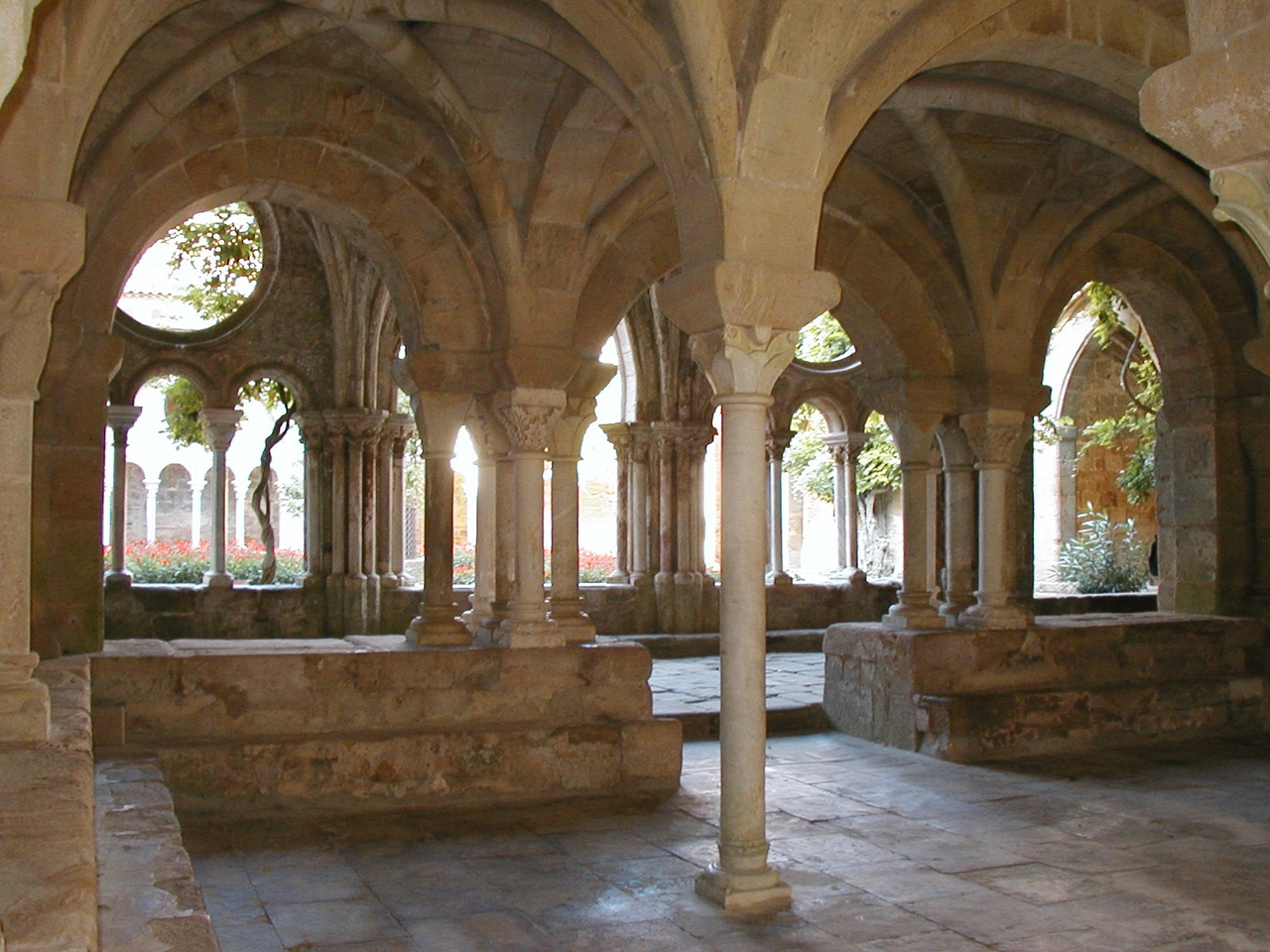
Зала капітулів

Під час Великої французької революції 1791 року монастирські будівлі були націоналізовані й виставлені на аукціон. Оскільки за заявленою вартістю їх не придбали, вони залишились у власності держави й передані лікарні Нарбонни.
1833 року будівлі колишнього монастиря були викуплені у лікарні, 1843 року проводились реставраційні роботи в церкві, клуатрі й залі капітулів під керівництвом знаменитого архітектора Віолле-ле-Дюка. 1858 року абатство було відроджено як чинний цистерціанський монастир, там оселилась невелика громада цистерціанських ченців із абатства Сенанк. 1870 року в Фонфруаді провів останні місяці життя провів святий Антоній Марія Кларет.
Вдруге Фонфруад було закрито 1901 року після прийняття антиклерикального закону 1 липня 1901. Ченців було вислано до Іспанії, а будівлі захаращено. 1908 року колишній монастир був придбаний художником, колекціонером і меценатом Гюставом Файєтом, який використав Фонфруад як місце для художніх експозицій і багато зробив для збереження й відновлення історичного вигляду монастиря.
Нині Фонфруад перебуває у приватному володінні, відкритий для публічного доступу (відвідання платне). При ньому функціонує виноробне виробництво.

## Архітектура

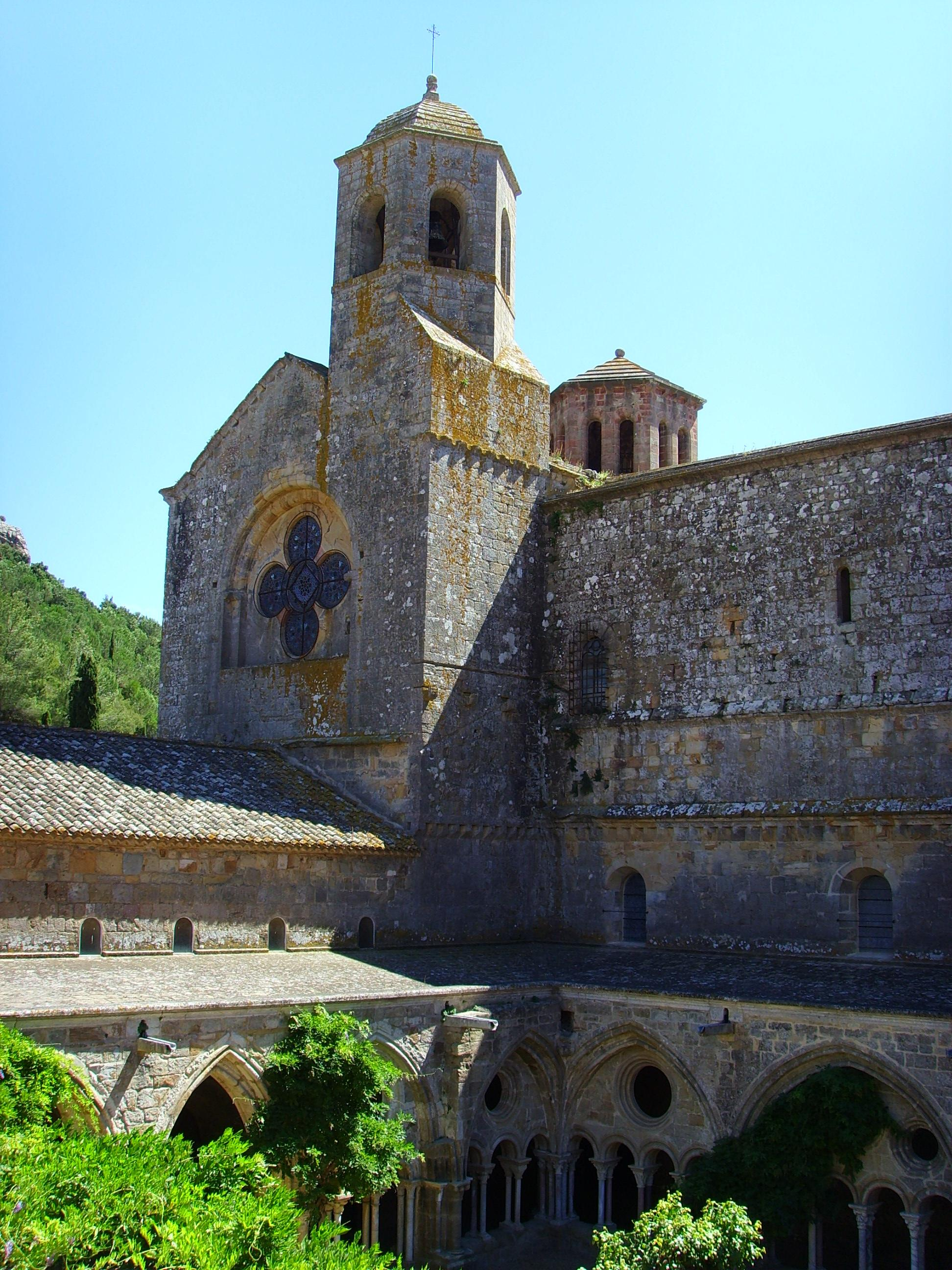
Монастирська церква

Монастирська церква збудована в романському стилі, орієнтована на схід. Початок будівництва припадає на середину XII століття коли було зведено центральний неф. Наприкінці того ж століття було збудовано трансепт. П'ять бічних капел південної сторони датуються XV століттям. Церква однонефна, неф має висоту 21 метр, складається з п'яти травей. Дзвіниця розташована над північним рукавом трансепту.
Клуатр монастиря неодноразово перебудовувався та розширювався до самого XVIII століття. Оточений чотирма арочними галереями, в центрі клуатру розташовано джерело, що постачало ченцям воду.
Зал капітулів — шедевр романського мистецтва. Зведений між 1180 і 1280 роками. Як елементи, що підтримують стелю, використано легкі ажурні колони. Дормиторій для ченців розташовано над залою капітулів та має прохід до церкви абатства. На початку XX століття його було перетворено Гюставом Файєтом на музичний салон, до того ж періоду належать і вітражі у вікнах приміщення. Будівля для конверзів належить до числа будівель, які зазнали найменше модифікацій, і цікава як зразок монастирської архітектури XIII століття, що гарно зберігся.

## Виноробство
Виноробство у Фонфруаді має 900-річну історію. Монастирю Фонфруад, а пізніше приватним власникам колишнього абатства, належали значні земельні угіддя, які практично цілком відведено під виноградники. Нині площа виноградників Фонфруада становить 43 гектари. У Фонфруаді виробляється ціла низка марок як білих, так і червоних вин. До послуг відвідувачів — винний ресторан, крамниця й дегустаційна зала.